# Kombissiri
Kombissiri is een Burkinese stad en is de hoofdstad van de provincie Bazéga. Er leven ongeveer 16.800 mensen in de stad, voornamelijk Mossi. De stad ligt ongeveer 40 kilometer ten zuiden van Ouagadougou, de hoofdstad van Burkina Faso.